# Jean-Baptiste Vigarosy
Jean-Baptiste Vigarosy est un homme politique français né le 23 juin 1822 à Mirepoix (Ariège) et décédé le 1er février 1890 à Foix (Ariège)

## Biographie
Encore étudiant en droit, il se présente aux élections à l'assemblée constituante de 1848, mais sans être élu. Par contre, il est élu la même année conseiller général du canton de Mirepoix. Il démissionne en 1852, par opposition au Second Empire. Il retrouve son siège au conseil général en 1871. Il est élu sénateur de l'Ariège en 1876 et siège jusqu'à son décès en 1890.
Il a racheté les ruines imposantes du château de Lagarde, longtemps demeure des Lévis-Mirepoix dont le descendant est alors son principal adversaire politique. Il est maire de Lagarde, au pied de l'antique bâtisse. Il conserve facilement ses mandats, cantonaux et sénatoriaux dèsle premier tour de scrutin. Vigarosy, est l'un des membres fondateurs de la société ariégeoise des sciences, lettres et arts.

## Sources